# Ola By Rise
Ola By Rise (* 14. listopadu 1960, Trondheim, Norsko) je bývalý norský fotbalový brankář a reprezentant, později fotbalový trenér. Po skončení hráčské kariéry pracoval i jako žurnalista v trondheimských novinách Adresseavisen.

## Klubová kariéra
Na klubové úrovni hrál fotbal v Norsku v Rosenborg BK. S Rosenborgem nasbíral celou řadů domácích trofejí – 7 ligových titulů a čtyři double (čili navíc triumfy v norském poháru).

## Reprezentační kariéra
V A-týmu Norska debutoval 20. 12. 1984 v přátelském utkání v Ismailii proti týmu Egypta (výhra 1:0). Celkem odehrál v letech 1984–1994 za norský národní tým 25 zápasů.
Zúčastnil se MS 1994 v USA.
Zápasy Oly By Riseho za A-tým Norska
| Norská fotbalová reprezentace | Norská fotbalová reprezentace | Norská fotbalová reprezentace |
| Rok                           | Zápasy                        | Góly                          |
| ----------------------------- | ----------------------------- | ----------------------------- |
| 1984                          | 1                             | 0                             |
| 1985                          | 2                             | 0                             |
| 1986                          | 6                             | 0                             |
| 1987                          | 6                             | 0                             |
| 1988                          | 2                             | 0                             |
| 1989                          | 4                             | 0                             |
| 1990                          | 2                             | 0                             |
| 1991                          | 0                             | 0                             |
| 1992                          | 1                             | 0                             |
| 1993                          | 0                             | 0                             |
| 1994                          | 1                             | 0                             |
| Celkem                        | 25                            | 0                             |